# African Lens. The Story of Priya Ramrakha
African Lens. The Story of Priya Ramrakha è un documentario del 2007 diretto da Shravan Vidyarthi, prodotto in Kenya.  
Presentato al 28º Festival di cinema africano di Verona.

## Trama
Omaggio a uno dei primi fotogiornalisti africani di calibro internazionale. Priya Ramrakha, nato a Nairobi da una famiglia indiana, venne ucciso nel 1968 in Biafra, mentre copriva la guerra civile in Nigeria per conto della rivista Life. Aveva 33 anni.

## Riconoscimenti
Ha vinto tre premi allo Zanzibar International Film Festival tra cui "Golden Dhow East African award" per il miglior documentario.